# Imreh Csanád
Imreh Csanád (Szeged, 1975. május 20. – Szeged, 2017. január 5.) informatikus, egyetemi docens, Imreh Balázs fia.

## Életpályája
Iskolai tanulmányait Szegeden végezte, majd ugyancsak ott, a József Attila Tudományegyetemen matematika szakot végzett 1998-ban. Matematikából szerzett doktori fokozatot 2001-ben summa cum laude minősítéssel. 2010-ben számítástudományból habilitált. 2001–2002 között egyetemi tanársegéd, 2002–2010 között egyetemi adjunktus a szegedi egyetem Informatikai Tanszékcsoportján. 2010-től egyetemi docens, a Számítógépes Algoritmusok és Mesterséges Intelligencia Tanszék vezetője.

## Munkássága
Kutatási témái: online algoritmusok elemzése, kombinatorikus optimalizálás, irányítható automaták. 56 tudományos dolgozata jelent meg, ezekre 172 független hivatkozást kapott.

## Kitüntetései
- Pro Scientia emlékérem
- Kalmár László Alapítvány díja
- Farkas Gyula-díj
- Rapcsák Tamás-díj
- Békésy György- és Bolyai János kutatási ösztöndíj